# Ovactis brasiliensis
Ovactis brasiliensis är en korallart som beskrevs av van Beneden 1897. Ovactis brasiliensis ingår i släktet Ovactis och familjen Arachnactidae. Inga underarter finns listade i Catalogue of Life.